# Musikjahr 1774
Liste der Musikjahre

◄◄ | ◄ | 1770 | 1771 | 1772 | 1773 | Musikjahr 1774 | 1775 | 1776 | 1777 | 1778 | ► | ►►

Weitere Ereignisse
Dieser Artikel behandelt das Musikjahr 1774.

## Ereignisse
- 25. August: Niccolò Jommelli wohnt im Hause von Saverio Mattei einer Aufführung seiner letzten Miserere-Vertonung bei, die von der berühmten Sopranistin Anna Lucia De Amicis gesungen wird. In der Nacht erliegt er seinem zweiten Schlaganfall.
- 06. Dezember: Wolfgang Amadeus Mozart reist nach München, wo am 13. Januar 1775 seine Oper La finta giardiniera (KV 196) im Opernhaus St. Salvator uraufgeführt wird.
- Nach dem Tod von Florian Leopold Gassmann wird Antonio Salieri zum Kammerkomponist des Kaisers Joseph II. und Kapellmeister der italienischen Oper in Wien ernannt.
- Domenico Cimarosa wird zur Opernsaison nach Rom eingeladen, um eine Oper für die kommende Opernsaison zu schreiben. Er komponiert die Opera buffa L’Italiana in Londra, die ihn über Neapel hinaus bekannt und berühmt machen wird.
- Georg Joseph Vogler wird Schüler von Giovanni Battista Martini in Bologna.
- Nach dem Tod des vorherigen Kapellmeisters Ludwig van Beethoven der Ältere, dem Großvater des Komponisten Ludwig van Beethoven, wird Andrea Lucchesi zum Hofkapellmeister des kurfürstlichen Hoforchesters in Bonn ernannt.

### Opern und andere Bühnenwerke
- 19. April: Die Uraufführung der Oper Iphigénie en Aulide von Christoph Willibald Gluck erfolgt unter der Leitung des Komponisten an der Académie Royale in Paris.
- 02. Oktober: Eine überarbeitete Fassung der 1762 entstandenen Oper Orfeo ed Euridice von Christoph Willibald Gluck auf das Libretto von Ranieri de’ Calzabigi wird in französischer Sprache in Paris uraufgeführt. Die Titelrolle dieser Tenor-Fassung wird von Joseph Legros gesungen.
- 11. Oktober: Antonio Salieris Oper La Calamità de’ cuori wird am Kärntnertortheater in Wien uraufgeführt. Das Werk erhält gemischte Kritiken.
- 04. November: Die Uraufführung der Komödie Berthe von François-Joseph Gossec erfolgt am Théâtre de la Monnaie in Brüssel. Am selben Tag findet die Uraufführung der Oper Lucio Silla von Johann Christian Bach in Mannheim statt.

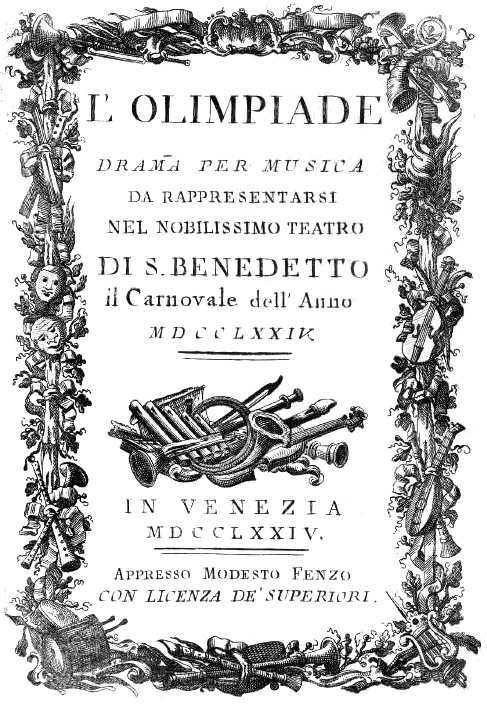
Titelseite des Librettos der Oper L’olimpiade von Pasquale Anfossi

- Fünf Opern des italienischen Komponisten Pasquale Anfossi haben ihre Uraufführung. In Venedig werden L’olimpiade auf das Libretto von Pietro Metastasio und Lucio Silla, wahrscheinlich auf das Libretto von Giovanni Bertati, aufgeführt. In Rom sind es Achille in Sciro auf das Libretto von Pietro Metastasio und La finta giardiniera (unbekannter Librettist), die zur Aufführung kommen, und in Wien ist es die Oper Il geloso in cimento auf das Libretto von Giovanni Bertati.

### Kammermusik
- Luigi Boccherini
  - 6 Quintetti op. 18 (G. 283-288), für 2 Violinen, Viola, 2 Violoncelli
  - 6 Quintettini op. 19 (G. 425-430), für Traversflöte, 2 Violinen, Viola, Cello[1]

### Orchestermusik
- Wolfgang Amadeus Mozart
  - Sinfonie Nr. 28 C-Dur (KV 200)
  - Sinfonie Nr. 29 A-Dur (KV 201)
  - Sinfonie Nr. 30 D-Dur (KV 202)
  - Concertone für 2 Violinen C-Dur (KV 190/186e)
  - Fagottkonzert B-Dur (KV 191/186e)
  - Serenade D-Dur (KV 189b)
  - Serenade Nr. 4 D-Dur, „Colloredo“ (KV 203/189ba)
  - Marsch D-Dur (KV 189c)
- Carl Stamitz – Violakonzert D-Dur op. 1

### Veröffentlichungen
- Charles Burney veröffentlicht A Plan for a Music School.

## Geboren

### Geburtsdatum gesichert
- 13. Januar: Anton Dreyssig, deutscher Musiker († 1815)
- 16. Februar: Pierre Rode, französischer Violinist († 1830)
- 05. März: Christoph Ernst Friedrich Weyse, dänischer Komponist († 1842)
- 30. März: Friedrich Starke, deutscher Hornist, Kapellmeister und Komponist († 1835)
- 04. April: Ignaz Ferdinand Arnold, deutscher Schriftsteller und Organist († 1812)
- 17. April: Wenzel Johann Tomaschek, tschechischer Musiklehrer und Komponist († 1850)
- 21. April: Jean-Pierre Aumer, französischer Tänzer und Choreograf († 1833)
- 12. Juli: Jonathan Friedrich Bahnmaier, deutscher Theologe und Kirchenlieddichter († 1841)
- 13. Juli: Leopold Carl Reinicke, deutscher Komponist, Violinist, Fagottist und Dirigent († 1820)
- 07. August: Cayetano Carreño, venezolanischer Komponist († 1836)
- 10. September: Jakob Graß, österreichischer Orgelbauer († 1823)
- 19. September: Johanna Rosine Wagner, Mutter von Richard Wagner († 1848)
- 07. Oktober: Ferdinando Orlandi, italienischer Komponist († 1848)
- 14. November: Gaspare Spontini, italienischer Opernkomponist und -dirigent († 1851)

### Genaues Geburtsdatum unbekannt
- Bernat Bertran i Sastre, katalanischer Komponist († 1815)
- Antal Csermák, ungarischer Komponist († 1822)
- Johann Majoleth (Gigerhannesli), schweizerischer Volksmusik-Pionier, Besenbinder und «Bündner Münchhausen» († 1856)
- Friedrich Riel, deutscher Komponist und Pianist († 1845)

## Gestorben

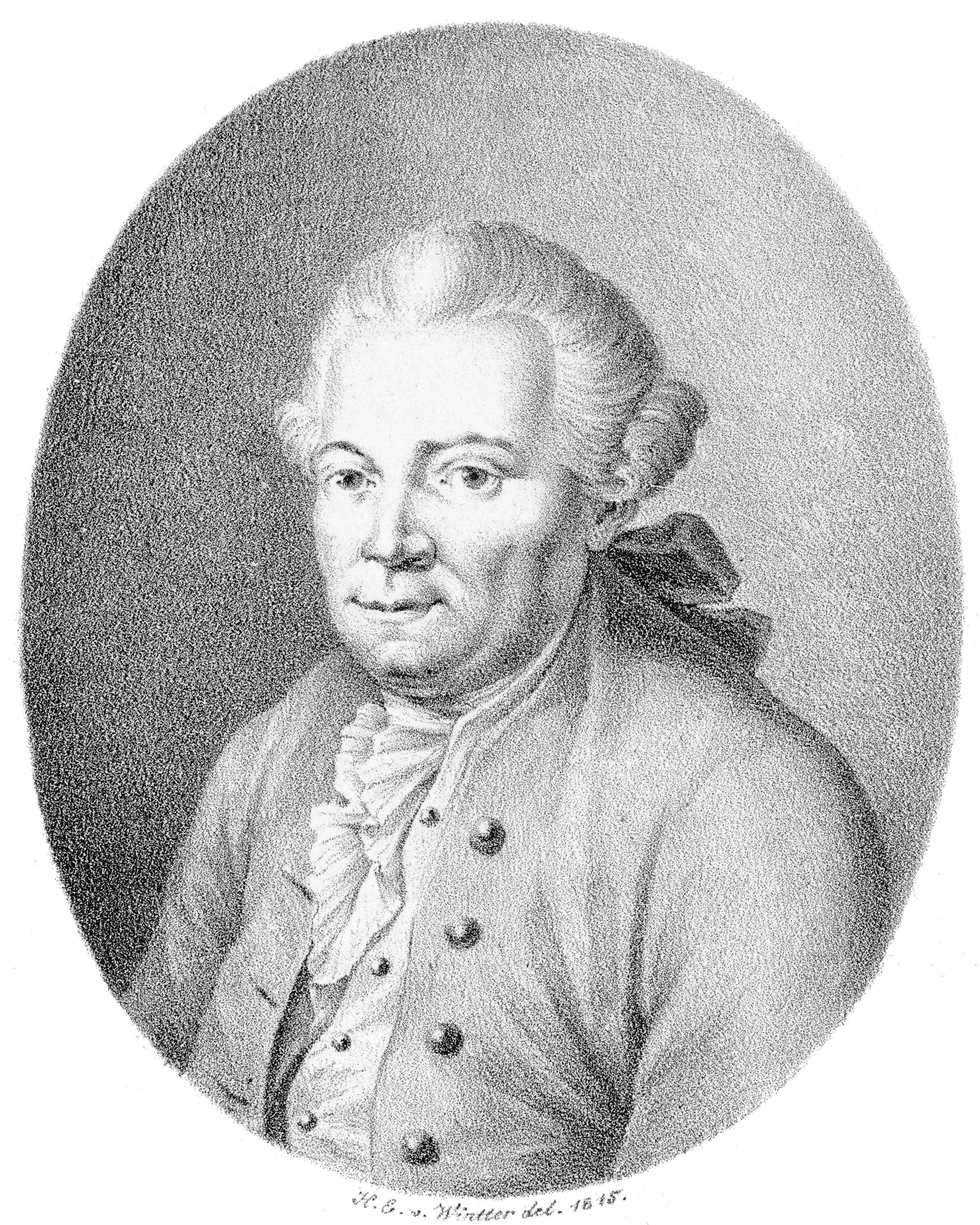
Florian Leopold Gassmann; † 21. Januar

### Todesdatum gesichert
- 11. Januar: Johann Daniel Pucklitz, deutscher Komponist (* vor 1710)
- 21. Januar: Florian Leopold Gassmann, österreichischer Komponist (* 1729)
- 28. Januar: Antonio Galli da Bibiena, italienischer Maler, Bühnenmaler und Architekt (* 1697, 1698 oder 1700)
- 30. Januar: Jean-Pierre Guignon, italienischer Komponist und Violinist (* 1702)
- 03. Februar: František Ignác Tůma, tschechischer Komponist (* 1704)
- 10. Februar: Christoph August Reichel, deutscher Kirchenlieddichter, lutherischer Geistlicher und Gymnasiallehrer (* 1715)
- 04. März: Charles Demars, französischer Organist und Komponist (* 1702)
- 03. Mai: Johann Nikolaus Tischer, deutscher Komponist (* 1707)
- 25. Juni: Johann Casper Beck, deutscher Orgelbauer (* 1703)

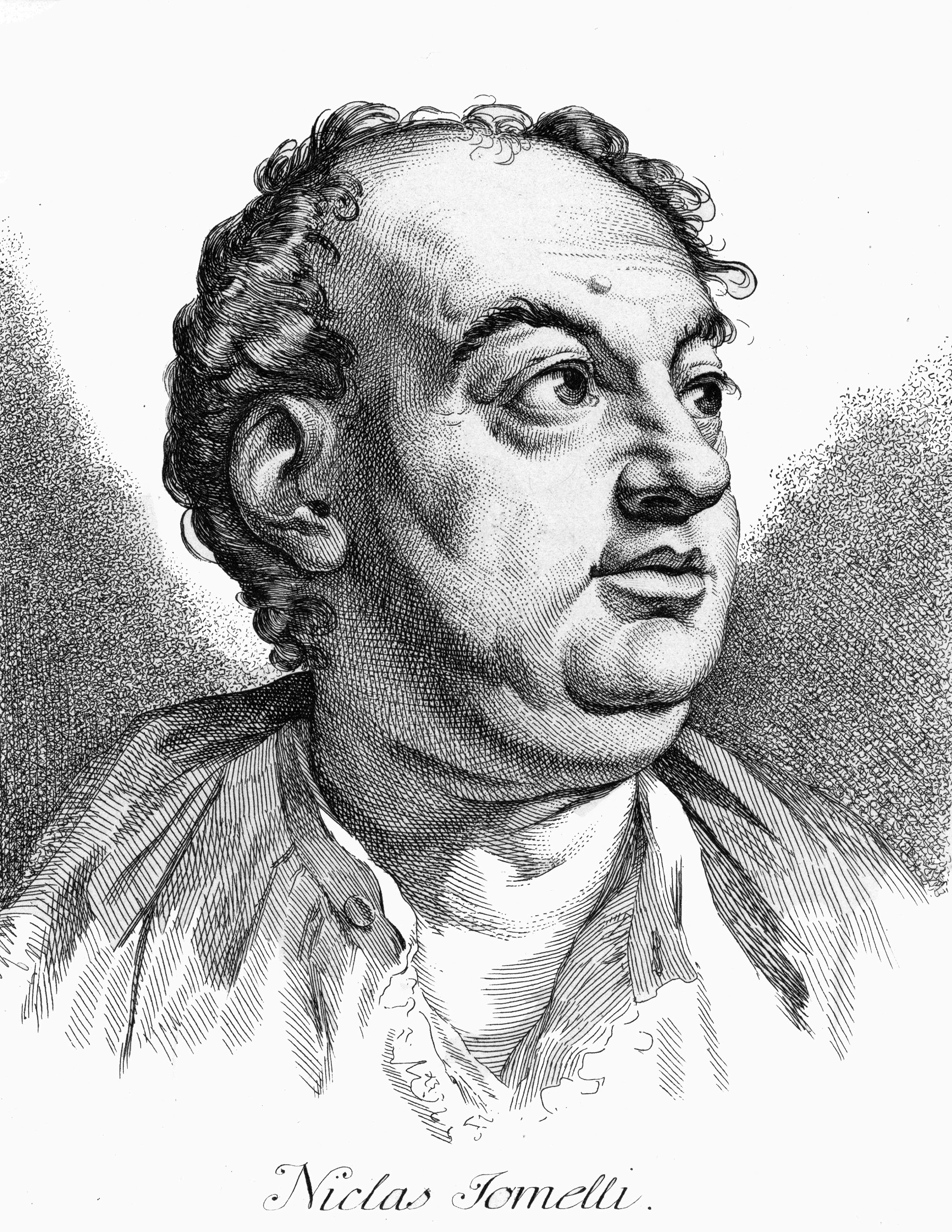
Niccolò Jommelli; † 25. August

- 25. August: Niccolò Jommelli, italienischer Komponist (* 1714)
- 02. Dezember: Johann Friedrich Agricola, thüringischer Musiker, Komponist und Musikschriftsteller (* 1720)

### Genaues Todesdatum unbekannt
- John Hitchcock, britischer Cembalobauer (* unbekannt)
- Margaretha Susanna Kayser, deutsche Sopranistin und Operndirektorin (* 1690)
- Václav Vodička, böhmischer Komponist (* um 1715)